# Manuel Tomé
Manuel Tomé Portela es un exfutbolista y entrenador de fútbol español nacido el 3 de marzo de 1950 en Moaña, Pontevedra. Por un tiempo, entrenó al Alondras Club de Fútbol.

## Carrera deportiva como jugador
Jugador del Fútbol Club Barcelona, debutó el 4 de noviembre de 1973 frente al Real Murcia. Con el Barça jugó 34 partidos de liga y ganó un título liguero en tres temporadas. En 1976 sería traspasado al Unión Deportiva Salamanca donde se retiró después de seis temporadas en 1983.
Con la Selección de fútbol amateur de España jugó el III Campeonato Amateur de Europa, Yugoslavia 1974.

## Carrera deportiva como entrenador
Desde 1999 ha sido entrenador de diversos equipos de divisiones inferiores como el CD Linares, Talavera CF, Torredonjimeno Club de Fútbol, Ponferrada Promesas, Club Deportivo Ourense, Cultural y Deportiva Leonesa, Racing Club de Ferrol, Caudal Deportivo, Club Deportivo Ourense y Pontevedra CF.
En 2007 Tomé vuelve a la entidad jiennense ocho años después, ya que dirigió al equipo en la temporada 1999-2000 en Tercera División, cuando clasificó al equipo a las eliminatorias de ascenso, aunque fue destituido por divergencias con la junta directiva.
En marzo de 2011 el Pontevedra CF hizo oficial la contratación de Manolo Tomé como nuevo entrenador hasta el final de temporada. Sustituía así a Fernando Castro Santos, quien a su vez había reemplazado a Ángel Viadero. Finalmente es destituido tras no conseguir el objetivo para el que fue contratado ese mismo año.
En 2013 Manuel Tomé se encarga de dirigir en el fútbol ecuatoriano al Club Deportivo El Nacional, equipo de la Serie A de Ecuador, siendo una decisión tomada por el grupo inversor español Monaco Capital Group.
En marzo del 2013, la directiva del Club El Nacional decide prescindir de los servicios de Tomé, debido a las cinco derrotas consecutivas que obtuvo el club bajo el mando del estratega español. Las relaciones entre él y los jugadores del equipo quiteño no eran las más saludables. Cuando se le preguntó sobre su campaña irregular manifestó "yo no me debo a El Nacional, sino al Monaco Capital Group", declaraciones que originaron polémica entre la prensa especializada del Ecuador.
En noviembre de 2013 ficha por el Alondras Club de Fútbol por lo que resta de temporada.

## Palmarés
| Título | Club                  | Año  |
| ------ | --------------------- | ---- |
| Liga   | Fútbol Club Barcelona | 1974 |

## Equipos como jugador
| Club                      | País   | Año  |
| ------------------------- | ------ | ---- |
| Futbol Club Barcelona     | España | 1973 |
| Unión Deportiva Salamanca | España | 1976 |